# Norek evropský
Norek evropský (Mustela lutreola) je středně velký zástupce rodu lasice (Mustela) z čeledi lasicovitých. Je někdy označován za evropského endemita, nicméně původně žil i v části západní Asie. Obývá převážně lesy (případně lesostepi) v části Španělska, Francie, Rumunska, Ukrajiny, Estonska a Ruska. Jde o semiakvatický druh, jenž žije vždy v blízkosti vodního zdroje, přičemž preferuje potoky a menší řeky, v poněkud menší míře pak rybniční oblasti, mokřady a břehy velkých řek. Vzhledově jde o klasickou lasicovitou šelmu, tělo má dlouhé, nohy kratší, mezi prsty se nachází malé plovací blány. Na délku měří asi 40 až 60 cm (včetně ocasu) a váží obvykle 0,4 až 1,2 kg, nejtěžší jedinci mohou mít až 1,5 kg. Samci bývají větší než samice. Má jemnou, krátkou a hustou srst hnědé barvy v odstínech od červenohnědé po černohnědou. Spodní část těla bývá někdy mírně světlejší, avšak nejde o pravidlo. Brada, horní ret a čumák (nos ne) jsou bílé, přičemž bílá barva může vytvářet i skvrny na krku a hrudi.  
Jde o samotářského a teritoriálního živočicha, páry se sdružují jen v době rozmnožování, což bývá obvykle na jaře. Žije v norách budovaných v blízkosti vody. Vyznačuje se většinou noční a soumračnou aktivitou, avšak dokáže být činný i během dne. Loví různé menší živočichy, kteří žijí ve vodě či v její blízkosti, především vodní hlodavce, ryby, korýše, obojživelníky, hmyz, měkkýše a v menší míře i plazy a ptáky. V případě hojnosti kořisti si dělá zásoby, jež zužitkovává především v zimním období. Samice vrhá průměrně 4 mláďata po asi jedenapůlměsíční březosti. Dožívá se maximálně 10 let. Jeho hlavním přirozeným nepřítelem je vydra říční (Lutra lutra), introdukovaným soupeřem pak norek americký (Neovison vison). 
Norek evropský je kriticky ohrožený druh. Jeho stavy se nejpozději od 19. století výrazně snižují, zmizel z asi 90 % původního areálu výskytu, konkrétně z celkem 19 států. Příčiny tohoto jevu nejsou zcela zřejmé, pravděpodobně za tím stojí několik faktorů: úbytek a znečištění stanovišť, lov, kompetice s norkem americkým, nemoci, případně hybridizace s tchořem tmavým (Mustela putorius), jenž je jeho nejbližším příbuzným. V Česku vyhynul už koncem 19. století a ani zde není jasné proč.

## Taxonomie, fylogeneze

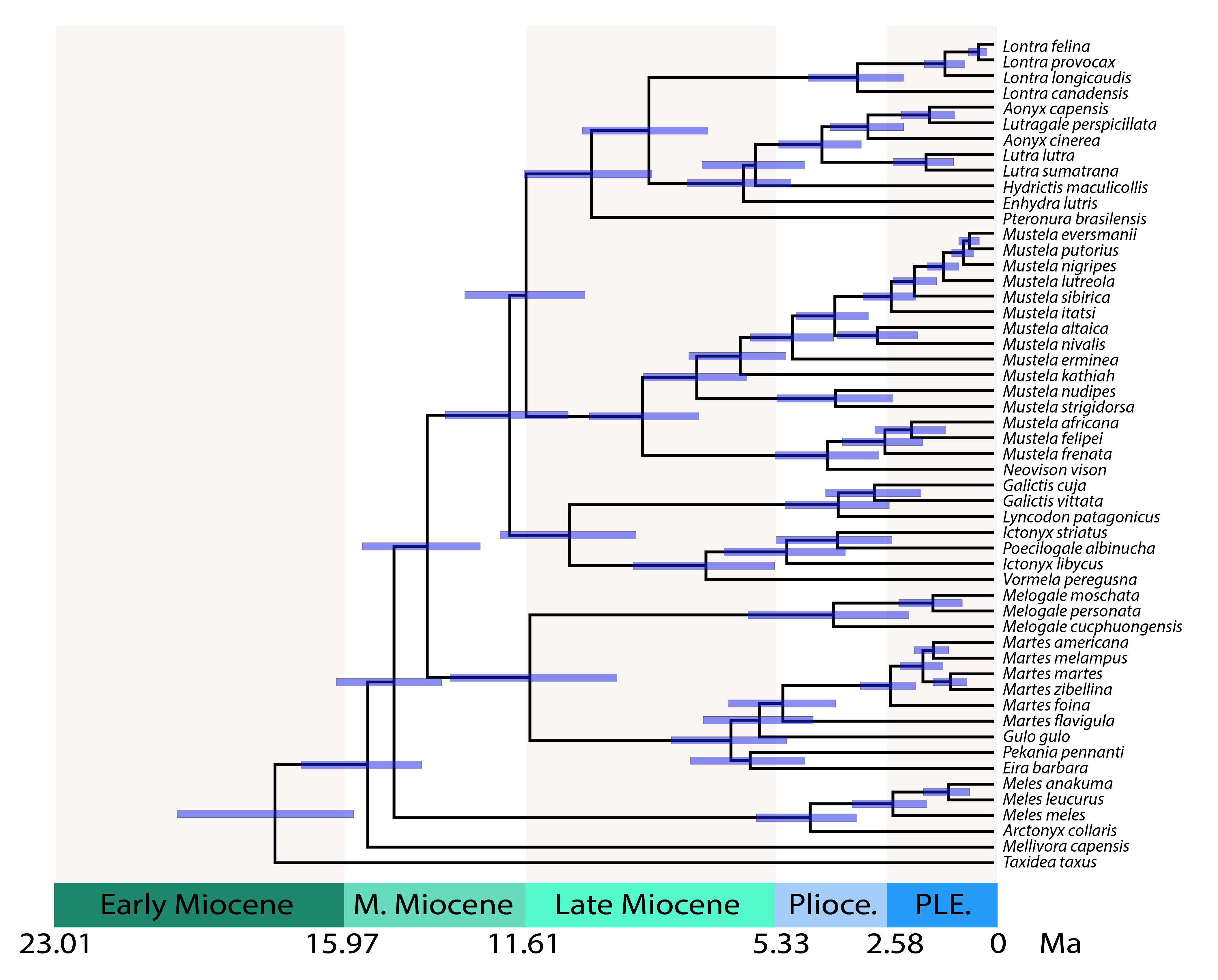
Fylogenetický strom lasicovitých podle C. Law et al. (2018)

Norka evropského poprvé vědecky popsal a zařadil Carl Linné pod odborným názvem Viverra lutreola v roce 1761. Později byl přesouván do jiných rodů, buď k vydrám (Lutra) anebo do samostatného „norčího“ rodu Lutreola. V roce 1912 byl přeřazen mezi lasice do rodu Mustela a ačkoliv došlo k opakovaným pokusům řadit norky do zvláštního rodu (či podrodu) Lutreola, většina vědců tuto klasifikaci neuznává. Názor, že vytváří svůj vlastní podrod ve sporném rodu tchoř (Putorius) je izolovaný a obecně neuznávaný. V rámci čeledi lasicovití (Mustelidae) spadá norek evropský do podčeledi Mustelinae. Jeho nejbližšími příbuznými jsou tchoř tmavý, tchoř stepní, tchoř černonohý a kolonok, dle výzkumu mitochondriální DNA je stupeň podobnosti genetického materiálu 97 až 99 %. S tchořem tmavým se i prokazatelně kříží, ačkoliv oba druhy jsou jasně definované. Naopak norek americký alias mink je geneticky (podobnost mtDNA výbavy je jen 88 %) a morfologicky dosti odlišný a mezi oběma norky není možná hybridizace. Nesdílí spolu ani rod, mink je řazen do rodu Neovison. Vzájemná podobnost těchto druhů je dána nejspíše konvergencí. K oddělení norka evropského od linie vedoucí k tchořům došlo ve spodním pleistocénu, přibližně před 2 miliony let. Fosilní nálezy této šelmy jsou dosti vzácné a mladé a podporují tím tvrzení (založené na zkoumání DNA) o relativně novém původu druhu a/nebo jeho hybridizaci s tchoři. Diploidní počet chromozómů je 38, což je číslo typické pro lasicovité (více než 60 % druhů) a v rozptylu pro rod Mustela (38–44), zatímco norek americký má chromozómů 30.

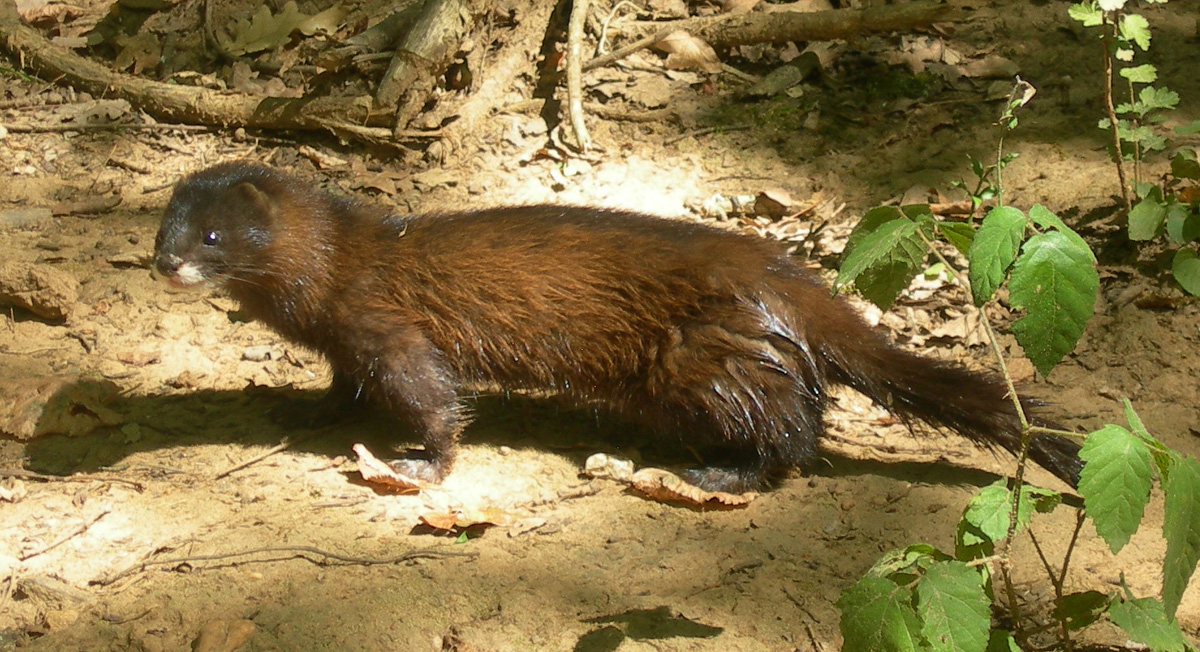
Norek evropský v Réserve Zoologique de Claviac (Francie)

### Poddruhy
Hlavní taxonomické autority uvádí celkem 6 až 7 poddruhů norka evropského:
- Mustela lutreola biedermanni Matschie, 1912 – Francie, Španělsko;

- Mustela lutreola binominata Ellerman & Morrison-Scott, 1951 – pravděpodobně synonymum pro M. l. turovi;

- Mustela lutreola cylipena Matschie, 1912 – část jihovýchodní a severovýchodní Evropy, střední Evropa;

- Mustela lutreola lutreola Linnaeus, 1761 – nominátní poddruh, sever evropské části Ruska, Finsko;

- Mustela lutreola novikovi Ellerman & Morrison-Scott, 1951 – východní Evropa (Bělorusko, Ukrajina, Estonsko, východ Lotyšska, západní Rusko);

- Mustela lutreola transsylvanica Éhik, 1932 – jihovýchodní Evropa (Rumunsko, Moldavsko, Bulharsko, bývalá Jugoslávie);

- Mustela lutreola turovi Kuznecov, 1939 – východní Ukrajina, jihozápadní Rusko.

## Etymologie
Jméno „norek“ pochází nejspíše z praslovanštiny a vzniklo odvozením ze slova „noriti“ – „nořit“. Souvisí s tím, že šelma se často noří do vody. Možný je i původ ze slova „nora“. Z východoslovanského norica je převzato nejspíše i německé Nerz (Nörz), z něhož je zpětně přejato středočeské „norc“, „norec“. Ostatní slovanské jazyky mají jméno podobné (norka, nurka, norok ad.). Anglické jméno mink je nejspíše odvozeno ze skandinávských jazyků, v nichž slovo označovalo „smrduté finské zvíře“. Francouzský a španělský název je vison, jenž byl původně použit pro norka amerického a následně i na jeho vzdáleného evropského příbuzného. Estonsky se nazývá naarits.

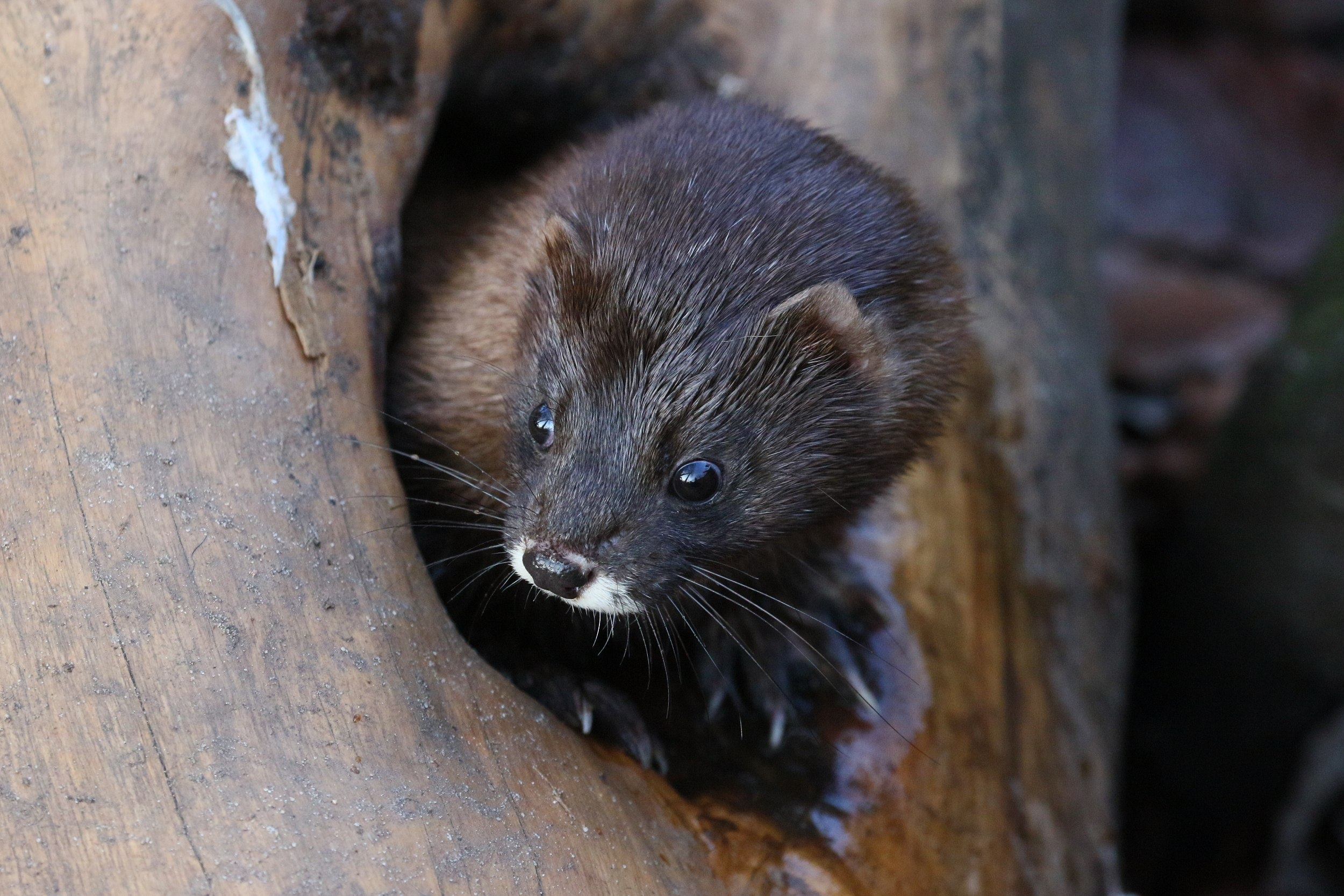
Detail hlavy norka evropského

## Výskyt
Až do 19. či počátku 20. století žil na většině území Evropy, od Španělska na západě po Ural na východě. Nevyskytoval se v severní (Skandinávie) a jižní části Evropy a na Britských ostrovech. Jeho areál zasahoval i do Asie, konkrétně do pánve řeky Ob a severního podhůří Kavkazu. Výskyt ve Francii a ve Španělsku je relativně čerstvý, první pozorování tohoto druhu zde spadají do 19. století (Francie), případně do poloviny 20. století (Španělsko). Nicméně právě do doby objevení se norka na jihozápadě Evropy spadá i jeho mizení z ostatních lokalit. Postupně vyhynul v těchto státech: Bělorusko, Bulharsko, Černá Hora, Česko, Chorvatsko, Finsko, Gruzie, Kazachstán, Litva, Lotyšsko, Maďarsko, Moldavsko, Německo, Nizozemí, Polsko, Rakousko, Slovensko, Srbsko, Švýcarsko. Současné (stav k roku 2016) rozšíření sestává z několika fragmentovaných a navzájem izolovaných oblastí. Na západě jde o spojité území v západní Francii a severním Španělsku. Jihovýchodní hranici výskytu tvoří delta Dunaje v Rumunsku. Ve východní Evropě je potvrzen ostrůvkovitý výskyt v Rusku a na jihozápadní Ukrajině. V Estonsku došlo k úspěšné reintrodukci druhu na ostrov Hiiumaa. Severní hranici rozšíření představuje velmi řídká populace žijící v severozápadní části Archangelské oblasti. Malá populace existuje na kurilském ostrově Kunašir, kam byl druh uměle introdukován začátkem 80. let 20. století.

### Výskyt v Česku
O výskytu v Česku existují jen kusé informace. Je zjevné, že už v 19. století, odkud pochází prakticky všechny dochované zprávy, pozorování a odlovy, žil tento druh na území Česka v malých počtech a na nemnoha lokalitách. Celkem šlo o asi 3 % českého území, přičemž se jednalo především o mokřady, rybniční oblasti a břehové pánve středních a dolních toků řek nižších a středních nadmořských výšek. Většinou se udává, že poslední norek u nás byl chycen do pasti (zastřelen) v roce 1896 u Jindřichova Hradce a uložen do sbírek Národního muzea. Nicméně existuje ještě zpráva o zabití jednoho jedince v okolí Hranic na Moravě v roce 1898, literární údaje z Českobudějovicka, Křivoklátska, Rokycanska, Blanenska (všechny okolo r. 1900) a nepotvrzená pozorování z Vlašimska (1917 či 1918, případně 1927) a Jihlavska (1927). V posledních případech se ovšem mohlo jednat o záměnu s norkem americkým, neboť již tehdy mohla některá zvířata tohoto druhu uniknout z kožešinových farem.

## Popis
Norek evropský se svým zjevem řadí mezi klasické lasicovité šelmy. Má dlouhé tělo, relativně krátké končetiny, krátkou, plochou ale poměrně rozměrnou hlavu a ocas kratší než polovina délky těla (obvykle 40 % délky). Tělo je ovšem kompaktnější a ne tak štíhlé jako například u kolonoka či hranostaje. Na nohách má plovací blány (na zadních vyvinutější). Srst je krátká, hustá a lesklá. Na většině povrchu těla má tmavě hnědou barvu, často s červenavým nádechem. Odstín může být někdy velmi tmavý, černohnědý. Čumák, brada a horní i spodní ret jsou zbarvené bíle. Výjimečně se bílé skvrnky nacházejí i na hrdle, hrudi a tlapkách. Zimní srst je světlejší, hustší a delší než letní, nicméně tento rozdíl není tak zřetelný jako u čistě zemních druhů lasicovitých. Délka pesíků letní srsti je asi 13,5 mm, jejich průměr 31 mikrometrů, délka chlupů podsady dosahuje asi 10 mm a jejich průměr 18 mikrometrů. Poměr pesíků k podsadě je 1:40. Hustota letní srsti dosahuje 27 000 chlupů na cm2. Zubní vzorec má I 3/3, C 1/1, P 3/3, M 1/2 = 34 zubů.

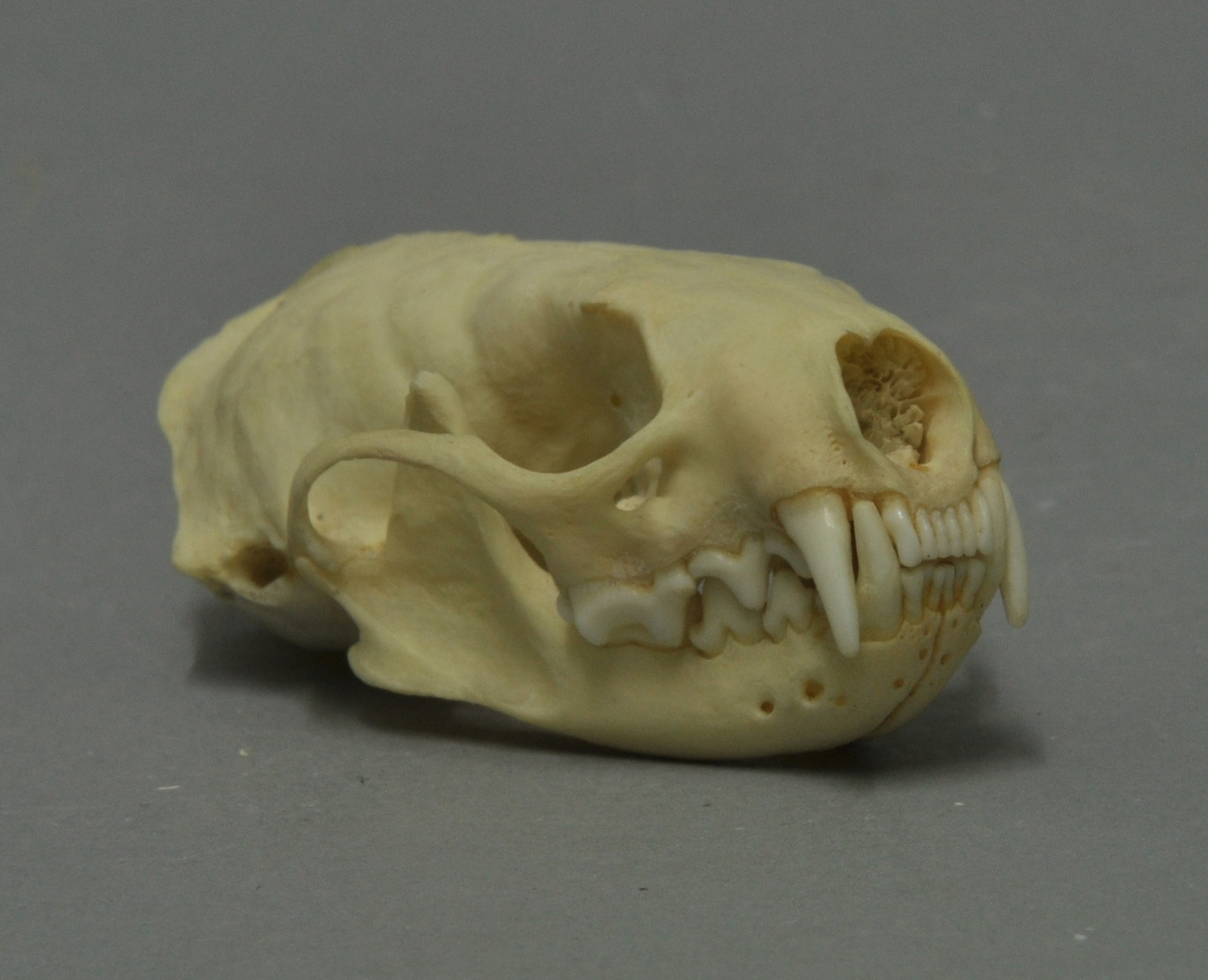
Lebka norka evropského

### Rozměry
Norek evropský měří od čumáku po kořen ocasu od 28 do 45 cm a ocas má délku 12 až 19 cm. Průměrná délka samců je 37 cm, samic 35 cm, délka ocasu je u obou pohlaví přibližně stejná (údaje z východní Evropy). Kondylobazální délka lebky (nejpřednější okraj mezičelisti až zadní okraj týlních výběžků) je 54 mm až 68 mm, její zygomatická šířka (největší šířka na jařmových obloucích) 30 až 36 mm. Hmotnost samic se nejčastěji pohybuje od 0,4 do 0,9 kg, samci váží obvykle 0,7 až 1,5 kg. Sedm samců odchycených ve Francii vážilo od 650 g do 1005 g, dvě samice vážily 505 g a 580 g. Rozsáhlá data (74 odchycených jedinců) získaná během mnohaletého (2003 až 2011) zkoumání norků v deltě Dunaje ukázala, že samice zde váží od 380 g do 600 g a samci od 450 g do 1250 g. Rozměry se mohou v čase i vyvíjet, což ukazují údaje z Běloruska z let 1986 až 1996. Průměrná hmotnost samic zde nejprve dosahovala 537 g a samců 864 g, po deseti letech se zvýšila u samic na 667 g a samců na 977 g. Délka za tu dobu narostla asi o 1,5 cm. Pravděpodobným důvodem tohoto zvětšení populace byla invaze norka amerického a v jejím důsledku selekce silnějších a větších jedinců norků evropských. Porodní váha v zajetí držených samic (zoo Tallinn) může být i přes 900 gramů.

### Srovnání s norkem americkým a tchořem tmavým
Norek americký (mink) je většinou poněkud delší a těžší. Má delší lebku s většími a jinak tvarovanými očnicemi a sluchovými dutinami (auditory bullae). Rozdíly existují i ve stavbě chrupu, především u horních premolárů. Horní ret minka má bílou barvu jen vzácně. Jeho srst je delší a hustší. Celkově je poněkud lépe přizpůsoben životu ve vodě a je zdatnější plavec.
Tchoř tmavý má jinak zbarvenou srst, pesíky jsou černé a podsada světle šedá (krémová), celkové zbarvení není tak uniformní, zvláště na hlavě. Má rozměrnější čelisti a třenové zuby, lebka je méně zploštělá. Tchoř bývá v průměru nevýrazně těžší. Relativní velikost mozkovny má menší než norek.

## Ekologie a chování

### Stanoviště
Typickým biotopem norka evropského jsou menší vodní toky nejlépe v lesích a v menší míře lesostepích do nadmořské výšky 1120 metrů. Důležité je, aby v zimě nezamrzaly celé a zvíře mělo možnost i v těchto měsících využívat vodu jako zdroj obživy. Ovšem i s případným ledovým pokryvem na celém vodním zdroji je schopen si poradit, zvláště má-li k dispozici dostatek kořisti, což mohou být například nahromaděné hibernující žáby. Relativně méně často norci žijí v povodí velkých řek a při pobřeží stojatých vod (glaciálních jezer, rybníků). Další obyvatelný habitat představují různé mokřady. Šelmy se téměř výhradně pohybují v blízkosti vody a jen zřídka jsou od ní k zastižení ve větší vzdálenosti než 100 metrů. Při březích řek si hloubí nory, případně využívají ty již vybudované jinými živočichy, například hryzci. Nory mají jeden až dva tunely, v průměru měří 8 až 10 centimetrů, na délku 1,4 až 1,5 metru a ústí do komory, jež má asi půl metru v průměru a bývá vystlaná suchou trávou, mechem, peřím nebo myší srstí, ovšem vystlání občas chybí. Vchod může být pod úrovní vodní hladiny. Někdy jsou nory budovány v kořenovém systému stromů, v dutinách kmenů, popadaných větvích, kupách rákosí či v mlází. Poblíž vchodu se často nachází „latrína“ a zbytky potravy. Norci používají i různé dočasné úkryty.  Dle dat z Baskicka získaných v letech 2001 a 2002 se zdejší norci při užívání habitatu chovají oportunisticky, nicméně preferují řidší lesní porost při březích řek a vegetaci tvořenou ostružiním. V deltě Dunaje využívají místní mokřadní, rákosový ekosystém, přičemž jim nevadí ani krajina modifikovaná člověkem.

### Chování, teritorialita

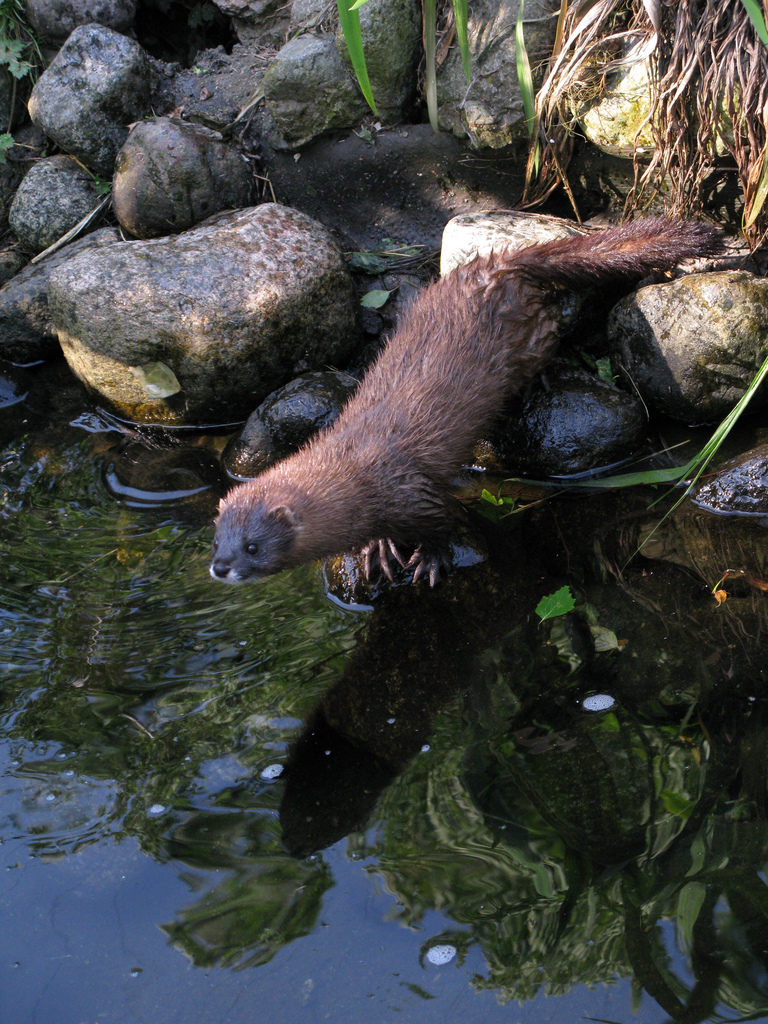
Nutnou podmínkou k životu norka evropského je blízkost vodního zdroje.

Norek evropský je mimo období rozmnožování samotář. Ve svém teritoriu se pohybuje kdykoliv během dne, ale obvykle převládá aktivita noční či soumračná. Dle dat z Baskicka zde norkové pro svou činnost preferují čas mezi 18. hodinou a 7. hodinou ranní, svou roli hraje i to, zda je období rozmnožování (samci pak bývají obecně aktivnější). Během zimy, především ve východní Evropě, je jeho aktivita výrazně utlumena. Není výjimkou, že tráví i několik dní v řadě v noře nebo v tunelech pod sněhovou pokrývkou, zpoza níž nevylézá. Naopak na podzim a na jaře bývá nejčinorodější. Většinu svého času tráví pohybem a vyhledáváním potravy ve svém teritoriu, velmi často po břehu nebo přímo ve vodě. Na jaře k tomu přidává vyhledávání partnera k rozmnožování a zvláště samec často putuje na dlouhé vzdálenosti (4 až 7 km). Vyhovuje mu pošmourné počasí a drobný déšť. Jeho pohyby jsou rychlé. Dokáže velmi dobře plavat a potápět se. Ponoření mohou trvat 1 až 2 minuty, pod vodou pak šelma uplave 10 až 20 metrů. Mezi ponory mu stačí k nadechnutí 2 až 3 vteřiny. V případě nebezpečí se schovává do vody, přičemž nad hladinu vystrčí jen čumák. Další možnosti je úkryt v husté vegetaci nebo pod stromy. Šplhání norkovi moc nejde, v nouzi je nicméně schopen vylézt až 4 metry vysoko na strom.
Velikost teritoria závisí na hojnosti potravy. Nejmenší domovská území mají rozlohu asi 0,12 až 0,14 km2, ta s chudšími potravními zdroji 0,6 až 1 km2. Výjimečně pak mohou mít rozlohu 6 až 10 km2. Teritoria mají obvykle protáhlý tvar od délce 250 metrů až 11 km, jde v zásadě o příbřežní oblast části toku řeky, případně břehy rybníků či jezer. Území samců bývají větší než samic.

### Potrava
Norci jsou typičtí masožravci, kteří se za kořistí vydávají především za soumraku či svítání a v noci. Počínají si velmi aktivně a loví živočichy žijící či vyskytující se v blízkosti vody či přímo v ní. Jedná se o ryby, obojživelníky, korýše, hlodavce (především hryzce a ondatry, ale i různé myšovité), zajícovce, hmyzožravce, plazy, hmyz, měkkýše a vodní ptáky. Konkrétní složení potravy pak závisí na nabídce toho konkrétního teritoria a na ročním období. Například v Estonsku významně klesal podíl savců v potravě na jaře, ptáků v létě a korýšů na podzim. Data ze Španělska z let 1989 až 1997 ukazují, že norci zde nejvíce konzumují malé hlodavce (36,8 %, z nich nejvíce myšici křovinnou), dále ryby (30,6 %) a ptáky (17,8 %). Poměrně malé procento tvoří obojživelníci (3,2 %), korýši a hmyz (dohromady 3,2 %), ovoce (3,8 %) a lidmi vyprodukovaný potravinový odpad (3,8 %). V zemích bývalého Sovětského svazu představují nejčastější složku potravy drobní hlodavci, hlavně hraboši (36 %), ryby (28,8 %), raci (26,7 %), následuje vodní hmyz (19,8 %) a žáby (17 %). V mokřadech povodí řeky Kamy požírají norci především ryby (35 %), následované hlodavci (29,5 %), obojživelníky (18,1 %), ptáky (4,5 %) a hmyzem (3,4 %). V deltě Dunaje tvoří hlavní složku potravy nejspíše ryby, nicméně zde zatím chybějí údaje z detailnějšího průzkumu. Jako hlavní potravní konkurent norka evropského se obvykle uvádí norek americký. I když potravní překrytí u obou druhů bezpochyby existuje, údaje z Estonska z 80. let 20. století ukazují, že nemusí být velké. Norek evropský zde jednoznačně preferoval ryby (cca 70 %), zatímco norek americký obojživelníky (cca 65 %). U norka evropského následovali obojživelníci (30 %), korýši (20 %), hmyz (15 %) a pak teprve savci (12 %), pořadí dalších druhů potravy u norka amerického byli savci (28 %), ryby (27 %), hmyz (17 %) a ptáci (8 %). Denní spotřeba potravy se pohybuje od 140 do 180 gramů, ovšem norek je schopen zabít i živočichy vážící přes 1 kg, a když má možnost, loví do zásoby. Byly objeveny „spižírny“ s 10 až 15 kg ryb. Zásobní kořist tvoří poměrně často i žáby.

### Rozmnožování a vývoj
Samice přicházejí do říje obvykle mezi koncem března a začátkem června (někdy se udává i únor). Jejich pohlavní orgány se nápadně zvětší a získají růžovou barvu (u norka amerického k tomu nedochází). Samci, jimž v té době dozrávají spermie, začnou opouštět svá doupata a jejich nejbližší okolí a vydávají se na mnohdy dlouhé výpravy, při kterých hledají partnerku. Nejběžnější a nejúspěšnější dobou pro rozmnožování je duben. Při pozorování chování norků v zajetí (zoo Tallinn) se ukázalo, že samci, kteří měli zájem se pářit a následně plodili potomstvo, reagovali na říjný pach samic mlaskáním, flémováním a otíráním se o zdroj vůně. Délka páření bývá udávána v rozmezí 15 minut až 3 hodin, přičemž kopulace probíhá několikrát denně. Březost trvá 35 až 48 dní (nejčastěji okolo 43 dní), nicméně v kožešinových farmách se může prodloužit na 71 až 76 dnů. Odložená nidace nebyla u norka evropského zaznamenána. Samice následně rodí 1 až 8 mláďat, nejčastěji je to 3 až 5, přičemž průměrný počet mláďat se může mírně lišit v závislosti na oblasti a také podle toho, zda jde o údaje ze zajetí či volné přírody. Obvykle dochází k vrhům začátkem června. Novorozené samičky měří v průměru 72 mm a váží 7,6 g, samečci 74 mm a 8,4 g. Mláďata začínají vidět po 30 až 36 dnech, sluch se jim rozvíjí o něco dříve. Ve věku 20 až 25 dnů začínají konzumovat i jinou stravu než mléko. Stálý chrup jim naroste po 60 až 72 dnech a přibližně v téže době začínají sama aktivně lovit a jsou samicí odstavena. Ve věku 70 až 84 dnů se osamostatňují. Jak samci tak samice pohlavně dospívají obvykle v 9 až 10, nejpozději v 11 měsících. Délka dožití v zajetí je asi 10 let, v přírodě není známa.

### Hybridizace
Norek evropský se může křížit s tchořem tmavým. Hybridi jsou v ruskojazyčném prostředí nazýváni chor'-tumak nebo chonorik. V minulosti byla tato hybridizace asi poměrně běžná, od 20. století je ve volné přírodě vzácná a typicky k ní dochází pouze tam, kde norci evropští sice žijí, ale jejich populace je nízká a má klesající tendenci. V průměru jde o jednoho jedince (rozptyl 0,2 až 2) na sto čistokrevných norků. I v místech s hojnou sympatricky žijící populací obou šelem představují kříženci většinou méně než 3 %. Hybrid má špatně definovanou obličejovou masku, světlou srst na uších, šedožlutou podsadu a dlouhé, tmavě hnědé pesíky. Kříženci jsou větší než běžní norci evropští a mají větší uši. Jejich rozměry se pohybují na horní hranici rozměrů tchořů. Samci váží 1120–1746 g a měří 41–47 cm na délku, jedna změřená samice měla 742 g a na délku měřila 37 cm. Preferencí ekologické niky a stravou jsou na pomezí obou druhů, jejich potravní návyky rovněž závisejí na ročním období. V teplých měsících preferují žáby, v chladnějším období pak hlodavce a žáby. Na rozdíl od norků téměř neloví raky (data z Běloruska z 80. a 90. let 20. století). Bývají poměrně agresivní. Samci jsou nejspíše sterilní, samice se mohou dále množit.

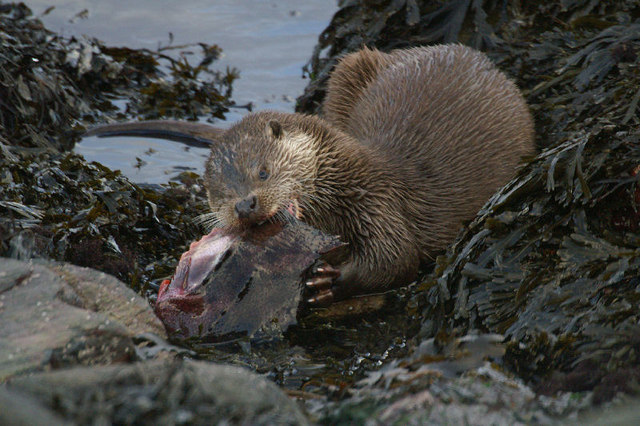
Vydra říční je větší a silnější příbuzný, jenž dokáže norky evropské i zabíjet.

### Nepřátelé, konkurenti, nemoci
Tradičním nepřítelem a konkurentem norka evropského je vydra říční. Toto nepřátelství je zčásti eliminováno odlišnou preferencí biotopu, například že vydry nemají rády zarostlé vodní plochy. Vydry vytlačují slabší norky ze svých teritorií a existuje množství případů, kdy je i zabily. Zavlečeným soupeřem a nepřítelem je norek americký, který je poněkud větší, agresivnější, rychleji se rozmnožuje a na společných územích norka evropského vytlačuje a nahrazuje. Tchoř tmavý také dokáže norka evropského zabít a představuje jistou konkurenci. Dalšími nepřáteli jsou někteří orli a velké sovy, případně lišky.
Promořenost norků parazitickými červy dosahuje nejméně 56 %, případně okolo 77 % či 80 %. Bylo u nich zjištěno celkem 27 druhů červů z toho 14 druhů motolic, 2 druhy tasemnic a 11 druhů hlístic, převážně škrkavek. Podobně jako mnohé další lasicovité jsou napadáni hlísty rodu Skrjabingylus, jež jim perforují nosní kosti. Mezi známé exoparazity patří několik druhů klíšťat. Postihuje je norčí virová aleutská nemoc (Aleutian Mink Disease Virus), ale její vliv na zdraví a případná role v úbytku populace nejsou zatím přesně prozkoumány. Předběžná pozorování naznačují, že infikovaná zvířata virus obvykle nijak zásadně netrápí.

## Ohrožení

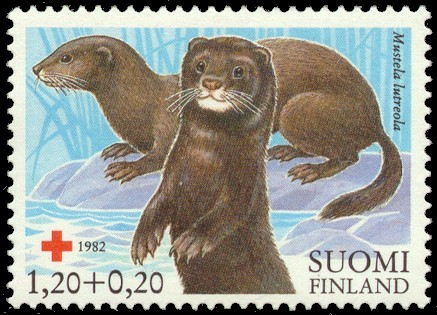
Norek evropský na finské známce vydané v roce 1982. O deset let později byl v této zemi pozorován naposledy

Mezinárodní svaz ochrany přírody hodnotí norka evropského od roku 2011 jako kriticky ohrožený druh. Úbytek populace či přímo mizení této šelmy z mnohých zemí Evropy začalo nejpozději v 19. století a zrychlilo se ve 20. století. Nejstarší data o tomto procesu pocházejí z Německa. Zde došlo k vymření této šelmy již v polovině 19. století. Do konce 19. století pak norek vyhynul ve Švýcarsku, Rakousku, nejpozději do poloviny 20. století v dalších zemích střední Evropy a v Bulharsku. Ve většině pobaltských zemí a ve Finsku prošla populace největším úpadkem okolo poloviny 20. století a poslední jedinci zde byli pozorováni v 90. letech 20. století. Úpadek druhu v Bělorusku a Estonsku nastal jednoznačně v souvislosti se šířením norka amerického, poslední desítky či nízké stovky jedinců zde nicméně přežívaly ještě v 90. letech 20. století. Podobná situace nastala i v Rusku, na Ukrajině, v Rumunsku, Moldavsku, kde došlo k rychlému poklesu populace zejména od poloviny 20. století. Důvody mizení této šelmy nebyly dosud uspokojivě vysvětleny. Vědci se shodnou, že za tím stojí nejspíše kombinace několika příčin, přičemž je často velmi obtížné určit, která vlastně hrála klíčovou roli. Původními hlavními faktory byla nejspíše ztráta stanovišť a nadměrný lov, od druhé poloviny 20. století se jako zásadní příčina jeví kompetice ze strany norka amerického.

### Ztráta stanovišť
V 19. a 20. století byly v mnoha evropských zemích učiněny výrazné zásahy do krajiny, měnila se říční koryta, stavěla vodní díla, mizela původní říční vegetace. Další roli hrál zřejmě i rozvoj zemědělství spojený s melioracemi. Toto vše velmi negativně ovlivňovalo život norků evropských, kteří vyžadují specifický biotop a jsou citliví na jeho změny.

### Nadměrný lov
Norek evropský čelil přibližně do 60. let 20. století masivnímu lovu kvůli své kožešině. Údaje o počtech zabitých nejsou úplné, nicméně například v Sovětském svazu bylo každoročně loveno 40–60 tisíc jedinců, přičemž maximem bylo 75 tisíc. Ve Finsku se ve 20. letech 20. století každoročně chytilo asi 3 tisíce zvířat, v Rumunsku to bylo asi 10 tisíc ještě v 60. letech. K lovu se používali psi (ideálně lajky) a různé druhy pastí. Zkušený lovec byl schopen za sezónu chytit 30 až 100 jedinců. Začátkem 21. století lov prakticky ustal, jak z důvodu ochrany, tak kvůli velmi nízkým stavům norka evropského, poptávku po kožešinách jednoznačně saturuje norek americký. V některých oblastech Ruska je norek evropský v malých počtech nezáměrně chytán jako vedlejší úlovek při odchytu minka.

### Kompetice s norkem americkým
Norek americký se jako chovné zvíře na evropských kožešinových farmách začal objevovat ve 20. letech 20. století a velmi záhy docházelo i k únikům těchto zvířat do volné přírody. Skutečně rozsáhlý chov nastal od 50. let 20. století. Norci američtí postupně v mnoha zemích Evropy vytvořili ferální (polodivokou) populaci. Jejich početnost se lokálně výrazně zvýšila po akcích některých skupin ochránců přírody, jejíž členové minky z různých farem hromadně vypouštěli. V Sovětském svazu byli do přírody v 70. letech 20. století vysazeni zcela záměrně z důvodu zajištění populace kožešinových zvířat pro lov. Z celkem 20 400 minků oficiálně vypuštěných do roku 1971 bylo 4000 přímo do habitatu fragmentované a řídnoucí populace norka evropského. Navíc z obrovské populace chované na sovětských farmách (k roku 1973 bylo evidováno 4,9 milionu zvířat v 146 zařízeních) dlouhodobě unikalo množství jedinců nezáměrně. Mink je v průměru větší než norek evropský, není tak náročný na habitat, je univerzálnější, mírně agresivnější a má i poněkud větší rozmnožovací schopnosti. Všechny tyto faktory vedou k tomu, že v přímém soutěžení o potravní zdroje a stanoviště bývá prakticky vždy úspěšnější a norka evropského z dané oblasti vytlačí (či nepřímo vyhubí). Neexistuje doklad o tom, že by oba druhy dokázaly dlouhodobě koexistovat na jednom místě. Podle dat z Běloruska (1980 až 2000) je zřejmé, že i dočasné soužití s minkem může mít negativní podíl na zdraví norka evropského tím, že se u něj zvýší promořenost vnitřními parazity.

### Další možné důvody
Jako další možné příčiny úpadku populace jsou zmiňovány různé nemoci (například aleutská nemoc, případně jiná neznámá choroba), znečištění, hybridizace a kompetice s tchoři, úbytek raků a jiné kořisti, otravy, usmrcování na silnicích, případně místně rozsáhlá predace kupříkladu ze strany lišek. Někdy se uvádí, že toto mizení druhu je přirozený proces. Všechny tyto faktory mohou mít vliv především na lokální úrovni.

## Populace

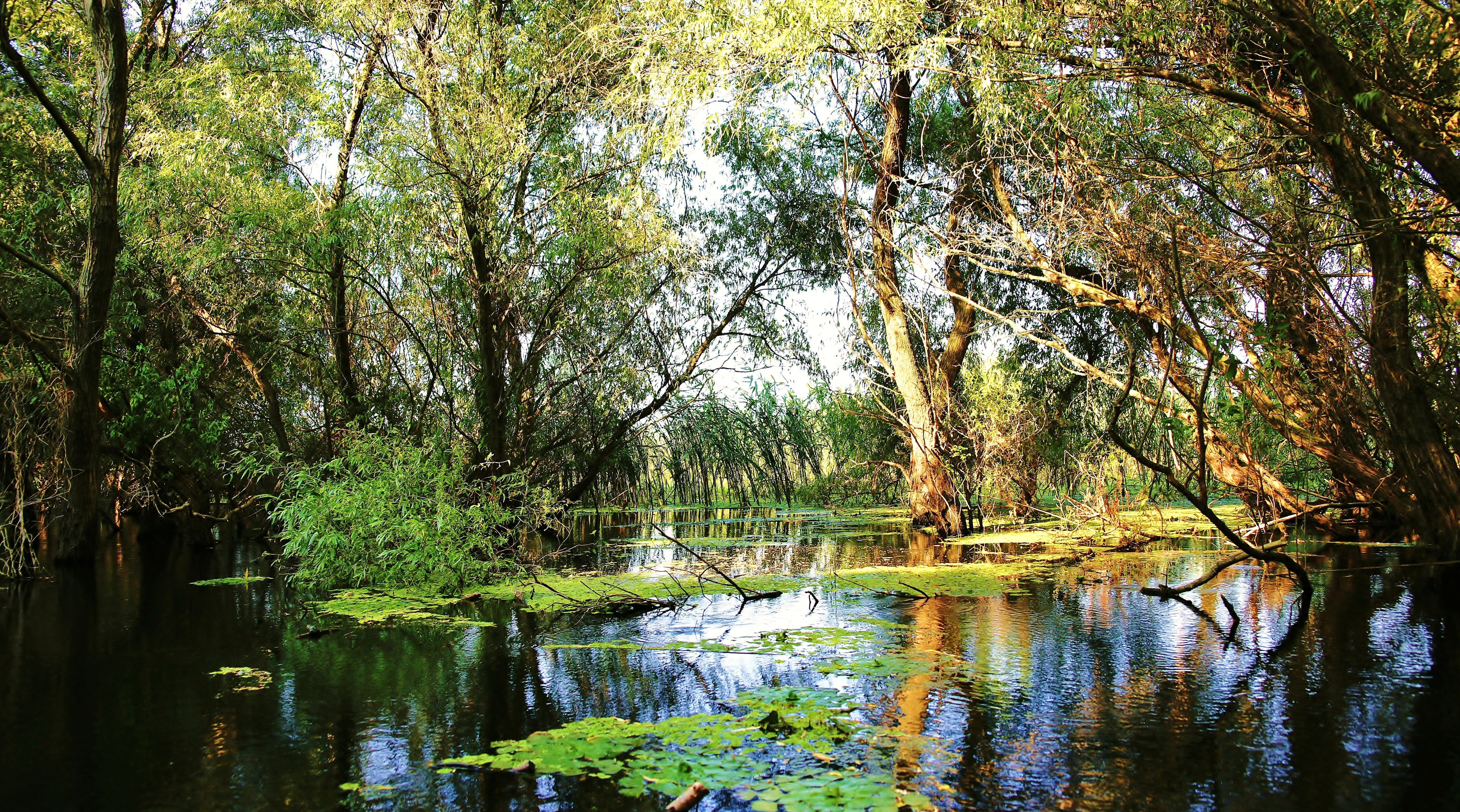
Hustou vegetací porostlé břehy delty Dunaje představují jedno z posledních útočišť pro norka evropského.

Velikost populace tohoto druhu se poměrně špatně odhaduje, především v místech, kam se rozšířil i norek americký a může dojít k záměně obou taxonů. Následující údaje vycházejí ze zprávy Mezinárodního svazu ochrany přírody z roku 2016, jež má ovšem data z roku 2015 a starší. Populace ve Španělsku byla odhadována na asi 500 jedinců z větší části žijících v povodí řeky Ebro. Počet norků ve Francii byl velmi nízký, řádově stovky kusů, přičemž druh zde může být už na hranici vymření. V Rumunsku a částečně na Ukrajině v deltě Dunaje může žít přibližně 1000 až 1500 zvířat. Jedná se pravděpodobně o nejživotaschopnější populaci vůbec. Nespecifikovaný počet zvířat obývá i ústí Dněstru. Odhady ruské populace z let 2003 a 2006 hovořící o asi 20 000 jedincích jsou považovány za nespolehlivé a nejspíše výrazně nadsazené. Nejnovější odhady z Ruska (2015-2017) předpokládají silně fragmentovanou populaci čítající stovky či nanejvýše tisíce jedinců. Na estonském ostrově Hiiumaa žije méně než 100 rozmnožování schopných jedinců.

## Ochrana
Norek evropský je chráněn ve všech oblastech svého výskytu (v Rusku se ovšem smí stále lovit). Existuje několik ochranných institucí, programů či iniciativ, jež se snaží pečovat o populace ať už v zajetí či volně žijící. V Estonsku jde o European Mink EEP (European Endangered Species Programme) fungující pod záštitou zoo v Tallinnu. Tato zoo chová více než 100 zvířat (stav k roku 2017) a má na starosti chovnou knihu, dalších 25 institucí je k programu přidruženo. Z Česka je zapojena Zoo Děčín, kde se nachází jeden norek (v roce 2020), Zoopark Chomutov, kde v roce 2017 žili dva jedinci, a Stanice Pavlov, v níž se šelmu daří i množit. Celkový počet zvířat patřící pod tento program je 267 (stav k roku 2017), která pocházejí z 22 zakladatelů. V roce 2000 byla v Estonsku založena pokusná populace na ostrově Hiiumaa, kterou se zatím daří držet na přibližně stabilní výši, ačkoliv úmrtnost byla zpočátku velká a dosahovala až 67 %. Ve Španělsku existuje devět chovných center s asi 47 zvířaty (stav k roku 2017), jež pocházejí z 10 zakladatelů. V Německu došlo k pokusům o reintrodukci zvířete v Sársku (2006) a Dolním Sasku (2010). V Dolním Sasku v jezeře Steinhuder Meer existuje možnost, že se malá populace uchytila, ačkoliv mnoho zvířat krátce po reintrodukci uhynulo (oběti dopravních nehod, predace, neznámé příčiny). Pokusy z 80. let 20. století zřídit životaschopnou populaci na ostrovech dálného východu (Iturup a Kunašir) se nejspíše zdařily, ačkoliv dlouho nebyl výsledek znám a existovaly pochybnosti, nicméně v letech 2014 až 2021 se podařilo na Kunaširu zdokumentovat třicet dva případů výskytu (stopy, fotografie z fotopastí, spatření). Rusové ovšem zřídili další chovné centrum v Ilmenské přírodní rezervaci (Ильменский заповедник; východní svahy Jižního Uralu), kam v roce 2010 umístili skupinu 30 zvířat a odchov se zde zatím daří.
Jednou z hlavních podmínek udržení populace a případné reintrodukce druhu je důsledná kontrola (a nejlépe vyhubení) hlavního konkurenta a nepřítele norka evropského a to norka amerického. Například před reintrodukcí na ostrov Hiiumaa byla zlikvidována veškerá místní populace minka. Uvažuje se také, že se shromáždí a zmrazí sperma norčích samců pro případnou umělou inseminaci. Tato metoda se uplatnila při reintrodukci tchoře černonohého.